# Sōsuke Ikematsu
Sōsuke Ikematsu (池松壮亮?, Ikematsu Sōsuke; Dazaifu, 9 luglio 1990) è un attore e doppiatore giapponese.

## Biografia
Dopo aver ottenuto nel 2004 il Saturn Award per il miglior attore emergente grazie alla sua interpretazione nella pellicola cinematografica storica L'ultimo samurai, ha partecipato a molti altri film per il cinema, oltre che ad alcuni dorama televisivi di successo come Q10 assieme a Takeru Satō e soprattutto Hi wa mata noboru dove affianca Haruma Miura. Ha inoltre prestato la sua voce per uno dei film d'animazione dedicati alla saga di One Piece.

## Filmografia

### Cinema
- L'ultimo samurai (The Last Samurai), regia di Edward Zwick (2003)
- One Piece: L'isola segreta del barone Omatsuri (ONE PIECE THE MOVIE オマツリ男爵と秘密の島?, ONE PIECE THE MOVIE: Omatsuri danshaku to himitsu no shima), regia di Mamoru Hosoda (2005)
- Tetsujin 28 (鉄人２８号?, Tetsujin 28-gō), regia di Shin Togashi (2005)
- Otoko-tachi no Yamato (男たちの大和?), regia di Jun'ya Satō (2005)
- Udon, regia di Katsuyuki Motohiro (2006)
- Yoru no pikunikku (夜のピクニック?), regia di Masahiko Nagasawa (2006)
- Genghis Khan - Il grande conquistatore (蒼き狼 地果て海尽きるまで?, Aoki Ōkami: chi hate umi tsukiru made), regia di Shin'ichirō Sawai (2007)
- Sunadokei (砂時計?), regia di Shinsuke Satō (2008)
- Dive!! (ダイブ!!?, Daibu!!), regia di Naoto Kimazawa (2008)
- Ikechan to boku (いけちゃんとぼく?), regia di Toshihiko Ōoka (2009)
- Hanbun no tsuki ga noboru sora (半分の月がのぼる空?), regia di Yoshihiro Fukagawa (2010)
- Shin-san tankōmachi no serenāde (信さん・炭坑町のセレナーデ?), regia di Hideyuki Hirayama (2010)
- Moshidora (もしドラ?), regia di Makoto Tanaka (2011)
- Ike! Danshi kōkō engeki-bu (行け！男子高校演劇部?), regia di Tsutomu Hanabusa (2011)
- Yokomichi Yonosuke (横道世之介?), regia di Shūichi Okita (2013)
- Jōkyō monogatari (上京ものがたり?), regia di Toshiyuki Morioka (2013)
- Bokutachi no kazoku (ぼくたちの家族?), regia di Yūya Ishii (2014)
- Ai no uzu (愛の渦?), regia di Daisuke Miura (2014)
- Pale Moon (紙の月?, Kami no tsuki), regia di Daihachi Yoshida (2014)
- Death Note - Il film - Illumina il nuovo mondo (デスノート Light up the NEW world?, Desu Nōto Light up the NEW world), regia di Shinsuke Satō (2016)
- The Tokyo Night Sky Is Always The Densest Shade of Blue (夜空はいつでも最高密度の青色だ?, Yozora wa itsu demo saikō mitsudo no aoiro da), regia di Yūya Ishii (2017)
- Un affare di famiglia (万引き家族?, Manbiki kazoku), regia di Hirokazu Kore'eda (2018)
- Shin Kamen Rider (シン・仮面ライダー?, Shin Kamen Raidā), regia di Hideaki Anno (2023)

### Televisione
- Shinsengumi! Hijikata toshizō saigo no tsuitachi (新選組!! 土方歳三 最期の一日?) (NHK: 2006)
- Inochi no shima (命の島?) (TBS: 2009)
- Tomehane! Suzuri kōkōshodōbu (とめはねっ! 鈴里高校書道部?) (NHK: 2010)
- Q10 (NTV: 2010)
- Hi wa mata noboru (陽はまた昇る?) (TV Asahi: 2011)
- Endroll ~ Densetsu no chichi (エンドロール ～伝説の父～?) (WOWOW: 2012)
- Tonbi (とんび?) (NHK: 2012)
- Kuruma isu de boku wa sorawotobu (車イスで僕は空を飛ぶ?) (NTV: 2012)
- Dai kuko 2013 (大空港2013?) (WOWOW: 2013)
- Death Note: New Generation (2016)